# Hyclate
Hyclate est synonyme de monohydrochlorure hémiéthanolate hémihydrate c'est-à-dire intégrant dans la formule chimique d'un composé ▪(HCl)▪({\displaystyle {\tfrac {1}{2}}}CH3CH2OH)▪{\displaystyle {\tfrac {1}{2}}}(H2O).
Il est utilisé dans les dénominations communes internationales (DCI) de médicaments adoptées par un comité de professionnels de la santé et de fabricants de médicaments.
On retrouve ce terme dans l'hyclate de doxycycline, un antibiotique de la classe des cyclines, dénomination commune internationale de Vibramycin et Vibra-Tabs au Canada et de Doxy Gé, Doxycycline Biogaran, Doxycycline Gnr, Doxycycline Arrow, Doxycycline Sandoz, Spanor Gé et Vibraveineuse en France.